# Charlie Telfer
Charlie Telfer (Carluke, 4 juli 1995) is een Schots profvoetballer die als middenvelder speelt.

## Loopbaan
Telfer doorliep de jeugdopleiding van Rangers FC waar hij in 2011 zijn eerste contract ondertekende. Hij speelde eenmaal in het eerste team van Rangers, dat toen uitkwam in de Scottish League One, in april 2014 tegen Stenhousemuir. Met het jeugdteam won hij in 2014 de 'Scottish Youth Cup'. 
Hij werd verkocht aan Dundee United waarmee hij anderhalf jaar in de Scottish Premier League speelde. In januari 2016 werd hij tot het einde van het seizoen verhuurd aan Livingston dat uitkwam in de Scottish Championship. Met Dundee United speelde hij in het seizoen 2016/17 ook op dat niveau waarna zijn contract afliep. Hij ging vervolgens een seizoen in Nederland voor Almere City FC spelen. Hierna speelde hij een seizoen voor respectievelijk Greenock Morton en Falkirk voor hij in 2022 bij Airdrieonians kwam.
Telfer was Schots jeugdinternational.

## Erelijst
- Scottish Challenge Cup: 2016/17
- Scottish League One: 2013/14
- Scottish Youth Cup: 2013/14
- SPFL Young Player of the Month: november 2014